# Joseph Frings

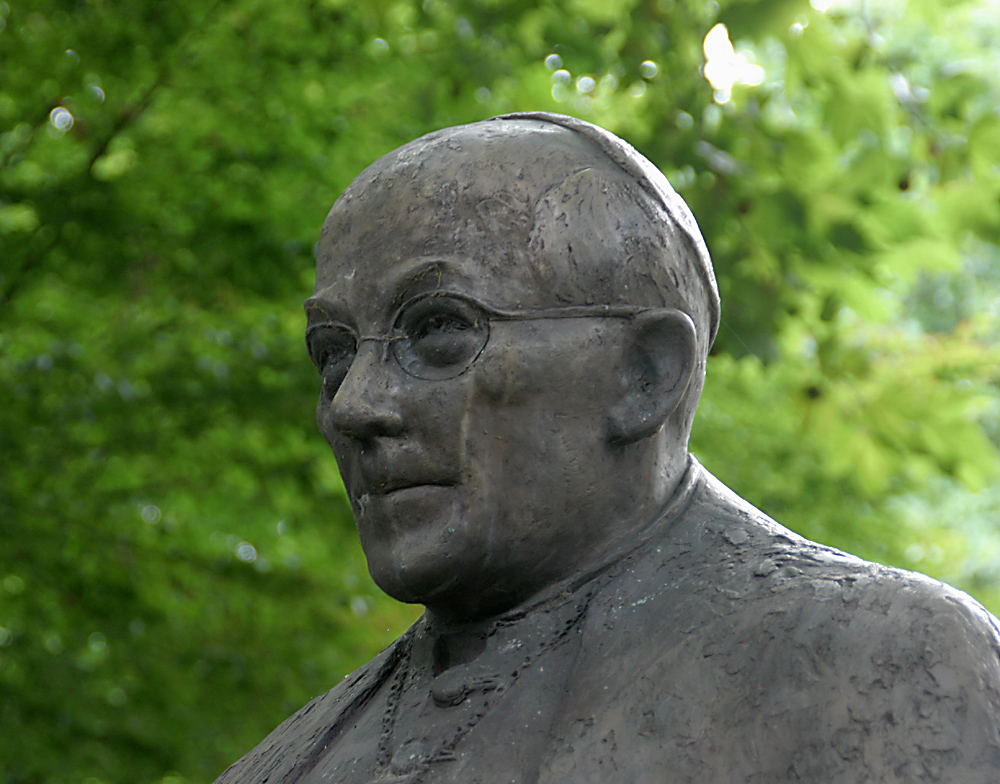
Borstbeeld van Joseph Frings

Joseph Frings (Neuss, 6 februari 1887 – Keulen, 17 december 1978) was aartsbisschop van Keulen en kardinaal van de Rooms-Katholieke Kerk.

## Biografie
Joseph was het tweede kind –van in totaal acht kinderen- uit het huwelijk van Heinrich Frings met Maria Sels. Zijn vader was als wever werkzaam.
Na diverse studies aan de universiteiten van Innsbruck en Bonn werd Joseph op 10 augustus 1910 in Keulen tot priester gewijd. Van 1913 tot aan 1915 studeerde hij aan het Pauselijk Bijbelinstituut in Rome, waarna hij aan de universiteit van Freiburg in 1916 zijn doctoraal theologie behaalde.
Tussen 1915 en 1942 was Joseph werkzaam als pastoor in verschillende parochies, werd hij aangesteld als directeur van een weeshuis in Neuss (1922-1924) en werd hij in 1937 benoemd tot rector van het seminarie in Keulen.
Op 1 mei 1942 werd Joseph Frings door Cesare Orsenigo, pauselijk nuntius in Berlijn, tot aartsbisschop van Keulen gewijd. Frings was een fel tegenstander van het Nazisme en beschreef de vervolging van de Joden als een “hemeltergend onrecht”. Zijn stellingname tegen het regime leidde ertoe dat hij door de Gestapo werd geobserveerd: door zijn populariteit onder de bevolking werd voorkomen dat hij daadwerkelijk door de nazi's werd gevangengenomen. 

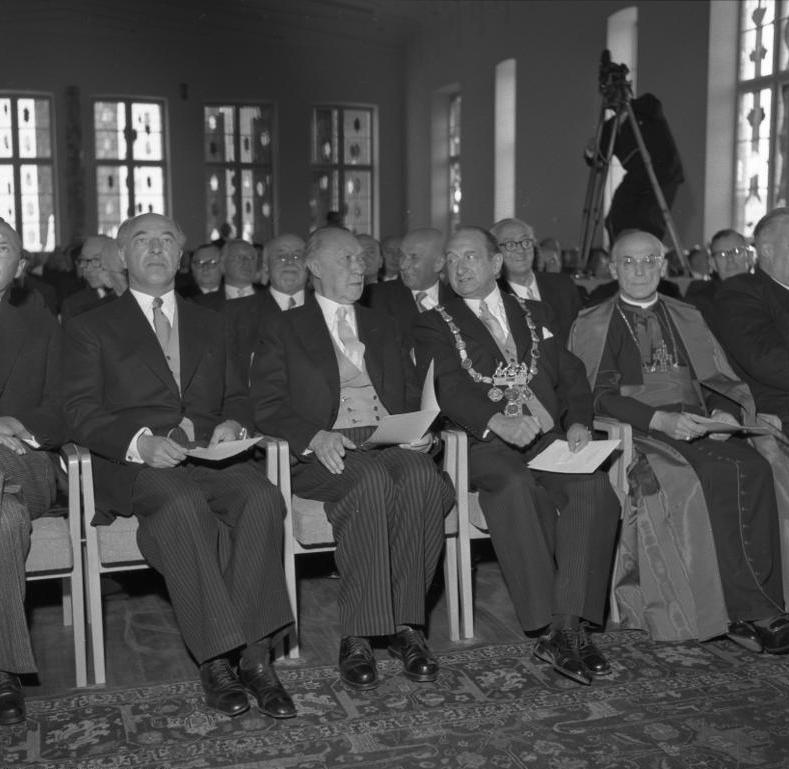
Frings (rechts) tijdens de heropening van de Gürzenich (1955)

Vanaf 1945 nam Joseph een sleutelpositie in binnen de katholieke kerk in Duitsland, toen hij benoemd werd tot voorzitter van de bisschoppenconferentie van Fulda. Tijdens het consistorie van 18 februari 1946 werd Frings door paus Pius XII tot kardinaal-priester gecreëerd. Op 22 februari van dat jaar ontving hij de kardinaalsbaret en werd aan hem de titelkerk San Giovanni a Porta Latina toegewezen.
Joseph Frings was een van de kardinalen die tijdens de openingssessie van het Tweede Vaticaans Concilie zich verzette tegen de (her)verkiezing van de leden van de commissies, die het verloop van het concilie zou coördineren. Ook tijdens het vervolg van het concilie nam Frings een prominente plaats in. Een van zijn toespraken waaraan ook Jozeph Ratzinger, de latere paus Benedictus XVI, had bijgedragen richtte zich tegen het Heilig Officie, dat Frings omschreef als te conservatief en autoritair. Uiteindelijk zou Frings’ toespraak bijgedragen hebben tot de reorganisatie van het Officie. Door paus Paulus VI werd de naam in 1965 - met het motu proprio Integrae Servandae - veranderd in Congregatie voor de Geloofsleer. 
Op 10 februari 1969 nam Frings ontslag als aartsbisschop van Keulen. Door zijn hoge leeftijd was hij niet gemachtigd deel te nemen aan de conclaven van 1978, zoals bepaald door paus Paulus VI in zijn motu proprio Ingravescentem Ætatem.
Joseph Frings overleed aan de gevolgen van een hartaanval op 17 december 1978 te Keulen. Zijn lichaam werd bijgezet in de Dom van Keulen.